# Richard O. Covey
Richard Oswalt Covey dit Dick Covey est un astronaute américain né le 1er août 1946.

## Biographie
Richard Covey a occupé le poste CAPCOM lors du désastre Challenger

## Vols réalisés
- 27 août 1985 : Discovery STS-51-I
- 29 septembre 1988 : Discovery STS-26
- 15 novembre 1990 : Atlantis STS-38
- 2 décembre 1993 : Endeavour STS-61